# Molophilus recisus
Molophilus recisus là một loài ruồi trong họ Limoniidae. Chúng phân bố ở miền Australasia.